# NTノベル
NTノベル（NT 노벨、NT Novel）は韓国の大元CI（テウォンCI、대원씨아이）のライトノベルレーベルの1つで、大元CIが日本の出版社（角川書店、メディアワークス、メディアファクトリー、エンターブレイン）から正式に権利を受けて刊行している。月刊誌『ニュータイプ』（Newtype）から名前を付けられた。
2002年、韓国で初めて日本のライトノベルを刊行した。当時価格が上がっていたファンタジー小説と比べて安価な4500ウォン（2009年7月のレートで約340円）で文庫サイズで出版した。初期には主に電撃文庫の代表作を刊行し、以降、日本の多様なライトノベルレーベルの小説を刊行しており、韓国国内のライトノベルレーベル中で刊行点数が最も多い。2011年現在、価格は7000ウォン（約510円）で、一部の作品は、7500ウォンで売られている。

## 刊行リスト
新刊の追加があった場合に対照しやすいよう、韓国語版Wikipediaと同じ順で並べる。

### 刊行中
2009年2月10日までに刊行されたもの。
- 9S《9S》 (1~9巻、外伝2巻)
- A君(17)の戦争《A군(17)의 전쟁》 (1~4巻)
- R.O.D READ OR DIE《R.O.D(Read or Die)》 (1~11巻)
- がるぐる!《가루구루》 (1~2巻)
- 鋼殻のレギオス《강각의 레기오스》 (1~3권)
- GOSICK -ゴシック-《고식-Gosick-》 (1~6巻、外伝1~3巻)
- 雲のむこう、約束の場所《구름의 저편, 약속의 장소》 (1~2巻)
- 狂乱家族日記《광란가족일기》 (1~7巻、外伝1巻)
- あそびにいくヨ!《놀러갈게》 (1~10巻)
- 多重人格探偵サイコ《다중인격탐정 사이코》 (1~3巻)
- 断章のグリム《단장의 그림》 (1~7巻)
- DADDYFACE《대디페이스》 (1~7巻)
- ダブルブリッド《더블브리드》 (1~10巻)
- でたまか《데타마카》 (1部 全3巻、 2部 1~4巻)
- デュラララ!!《듀라라라》 (1~3巻)
- レジンキャストミルク《레진 캐스트 밀크》 (1~5巻)
- レンズと悪魔《렌즈와 악마》 (2巻)
- まぶらほ《마부라호》 (1~16巻)
- バカとテストと召喚獣《바보와 시험과 소환수》 (1~2巻)
- バウワウ!《바우와우》 (1巻)
- バッカーノ!《바카노!》 (1~7巻)
- ヴぁんぷ!《뱀프!》 (1~3巻)
- ブギーポップシリーズ《부기팝 시리즈》 (1~15巻)
- ブラックブラッドブラザーズ《블랙 블러드 브라더스》 (1~6巻、外伝2巻)
- ブラッド+《블러드+》 (1~4巻)
- BLOODLINK《블러드 링크》 (1~5巻、外伝1~2巻) - 山下卓作
- しにがみのバラッド。《사신의 발라드》 (1~11巻)
- 世界の中心、針山さん《세계의 중심, 하리야마 씨》 (1巻)
- 涼宮ハルヒシリーズ《스즈미야 하루히 시리즈》 (1~9巻)
- スクラップドプリンセス《스크랩드 프린세스》 (1~9巻)
- ストレイト・ジャケット《스트레이트 재킷》 (1~8巻、外伝1巻)
- SHINO《시노》 (1~4巻)
- 神様ゲーム《신의 게임》 (2巻)
- 神様家族《신족 가족》 (1~8巻完結)
- 悪魔のミカタ《악마의 파트너》 (1~13巻)
- 悪魔のミカタ666《악마의 파트너 666》 (3巻、2部)
- とある魔術の禁書目録《어떤 마술의 금서목록》 (1~19巻　外伝2巻)
- 薬師寺涼子の怪奇事件簿《야쿠시지 료코의 괴기 사건부》 (1~6巻)
- エンジェル・ハウリング《엔젤 하울링》 (1~9巻)
- 陰陽ノ京《음양의 도시》 (1~5巻)
- 灼眼のシャナ《작안의 샤나》 (1~14巻、外伝0、S、解読本1巻)
- 薔薇のマリア《장미의 마리아》 (1~5巻、Ver.0)
- 戦闘妖精・雪風《전투요정 유키카제》 (1~3巻)
- 終わりのクロニクル《종말의 크로니클》 (1~3巻)
- 天国に涙はいらない《천국에 눈물은 필요 없어》 (1~11巻)
- 銃姫《총희》 (1~8巻)
- クラッシュ・ブレイズ《크래시 블레이즈》 (1~3巻)
- KLAN《클랜》 (1~9巻)
- キノの旅《키노의 여행》 (1~11巻) 
  - 学園キノ《학원 키노》 (1~2巻、「キノの旅」のパロディー作品)
- キーリ《키리》 (1~9巻)
- タザリア王国物語《타자리아 왕국 이야기》 (1~3巻)
- トリックスターズ《트릭스터스》 (1~6巻)
- ぷいぷい!《푸이푸이!》 (1~2巻)
- フルメタル・パニック!《풀 메탈 패닉!》 (1~20巻)
- 空ノ鐘の響く惑星で《하늘의 종이 울리는 별에서》 (1~9巻)
- Hyper Hybrid Organization《하이퍼 하이브리드 오거니제이션》 (本編1~3巻、外伝1~3巻)